# Guy Cassiers
Pour les articles homonymes, voir Cassiers.
 Guy Cassiers, né en 1960 à Anvers, est un metteur en scène de théâtre.

## Biographie
Guy Cassiers a fait des études d’arts graphiques à l’Académie des Beaux-Arts d’Anvers. Il monte ses premiers spectacles à Anvers au
cours des années 1980. Entre 1988 et 1992, il privilégie le théâtre jeune public en travaillant régulièrement avec des enfants et des adolescents, il est alors directeur artistique de la compagnie de théâtre jeune public Oud Huis Stekelbees à Gand.
À partir de 1992, Guy Cassiers travaille en indépendant, notamment pour le Kaaitheater à Bruxelles et le Toneelschuur à Haarlem.
De 1998 à 2006, Guy Cassiers a été directeur artistique du ro theater à Rotterdam. Depuis 2006, il dirige la Toneelhuis d'Anvers, l'un des trois théâtres municipaux de Flandre et la plus grande compagnie flamande.

## Prix Europe pour le théâtre - Premio Europa per il Teatro
En 2009, il a reçu le XIe Prix Europe Réalités Théâtrales, à Wrocław, avec cette motivation :
Guy Cassiers s’est imposé de manière rapide sur la scène européenne en confirmant ainsi l’importance acquisée dans le paysage théâtral flamand. Comme bon nombre d’artistes contemporains son itinéraire est atypique et il s’engage sur le chemin du théâtre après avoir fait des études plastiques et organisé d’abord des "événements" festifs qui mêlaient les arts, associaient les professionnels et les amateurs. D’emblée il affiche son intérêt pour la mixité des moyens et des artistes et se réclame de la richesse composite propre à bon nombre de ces pratiques hétérogènes que cultive "le théâtre postdramatique" selon H.T.Lehmann. Par hasard, il se confrontera à ses débuts aux exigences du théâtre jeune public sans pour autant se résigner à élaborer une esthétique personnelle, adaptée à ses soi disant exigences spécifiques. Cassiers aime les chemins de traverse, se livre avec délices à des travaux de "mixage" des arts, brouille les frontières et se retrouve dans le dynamisme de ce mouvement "entre". Toujours "entre", jamais focalisé, toujours "dispersé", jamais centré…dans ce sens ses spectacles saisissent un certain comportement de la modernité qui consiste dans ce déplacement permanent, dans ce refus de la stabilité, dans cette quête dépourvue d’ordre et hiérarchie. Néanmoins, le théâtre de Cassiers n’est pas un théâtre de l’égarement, de la perte, mais, bien au contraire, de l’exploration diversifiée au nom d’un certain rapport au monde et des valeurs qui l’organisent. La diversité c’est la voie et non pas le but. Elle s’accompagne d’une légèreté particulière, d’une extraordinaire aisance de la circulation, du passage presque musical d’un média à un autre, du corps présent à l’image projetée. Cassiers ne se rattache pas à l’esthétique du laid et à l’encombrement du plateau par la matière, il préserve le théâtre de ces excès stéréotypés pour le traiter en lieu de réflexion sur le monde et ses égarements. Lors de ses débuts remarqués, en 1995, il s’attaque à une des pièces les plus discutées de l’époque Angels in America de Tony Kushner. D’emblée il cultive le dialogue des arts en mouvement, repris, décliné, jamais immobile. Et grâce à cela, il parviendra sans doute à une des adaptations scéniques les plus réussies de Du côté de chez Swann et d’Albertine (2002 – 2004) de Proust. Il parvient à retrouver la fluidité de l’écriture proustienne et en même temps à se confronter aux questions de la mémoire dont son théâtre se montrera ensuite particulièrement préoccupé. Comme dans son chef d’œuvre Rouge décanté (2006), inspiré d’un roman réputé, où le protagoniste, interprété par son acteur de choix Dirk Roofthooft, ne parvient pas à se détacher du traumatisme d’une enfance passée dans un camp japonais où étaient internés les ressortissants néerlandais. Il confirme son attrait pour le rapport de l’être à l’histoire, sans manichéisme ni illusions, dans sa désormais réputée Trilogie du pouvoir. (2006-2007) En collaboration avec Tom Lanoye, il interroge d’abord les rapports des gens de théâtre au pouvoir nazi dans son spectacle Méphisto for ever, adaptation du roman de Klaus Mann qu’Ariane Mnouchkine, pour la première fois, mettait en scène il y a trente ans. La question persiste. Le second volet, Volskers est inspiré du film signé par le cinéaste russe Sokourov faisant se rencontrer les maîtres du monde qui, à leur manière, décident de ses destinées: Lénine, Hitler, l’empereur Hirohito. Enfin, Tom Lanoye signe un texte admirable Atropa. La Vengeance de la paix qui, inspiré du motif antique de la Guerre de Troie, interroge la question de la guerre, du sacrifice, des femmes vouées à la mort et des hommes qui la décident. Guy Cassiers poursuit sa recherche en imaginant un périple ludique intitulé Une histoire du monde en 10 chapitres et demi ou en préparant un opéra contemporain, avec Kris Defoort, House of the sleeping beauties. Le théâtre de Cassiers séduit par l’alliance d’un langage scénique sophistiqué et une prise de position politique particulièrement complexe. Ils bénéficient d’une parité jamais démentie.

## Mises en scènes

### Théâtre
- 1995 : Angels in America de Tony Kushner, ro theater
- 1996 : Hiroshima mon amour d'après Marguerite Duras
- 1997 : Au bois lacté de Dylan Thomas
- 2016 : Le Sec et l'Humide de Jonathan Littell
- 2016 : Les Bienveillantes de Jonathan Littell
- 2021 : Les Démons de Fiodor Dostoïevski, Comédie-Française

### ro theaterRotterdam
- 1998 : De sleutel
- 1999 : Anna Karenina d'après Léon Tolstoï
- 2000 : Wespenfabriek
- 2001 : La Grande Suite
- 2001 : Bloetwollefduivel de Jan Decorte d'après Macbeth de Shakespeare
- 2001 : Jaja maar nee nee
- 2002 : Lava Lounge
- 2002-2004 : À la recherche du temps perdu, cycle de quatre pièces d'après Marcel Proust

### ToneelhuisAnvers
- Tétralogie :
  - Le Garçon boucher d'après Patrick McCabe
  - Le Seigneur des guêpes d'après Iain Banks
  - 2006 : Rouge décanté de Guy Cassiers, Dirk Roofthooft, Corien Baart d'après Bezonken rood de Jeroen Brouwers, Festival d'Avignon
  - 2006 : Hersenschimmen d’après le roman homonyme de J. Bernlef
- 2006 : Onéguine d'après Alexandre Pouchkine
- Le Triptyque du pouvoir :
  - 2006 : Mefisto for ever de Tom Lanoye d'après Klaus Mann, Festival d'Avignon en 2007, Théâtre de la Ville en 2008, tournée
  - 2007 : Wolfskers de Guy Cassiers, Tom Lanoye, Erwin Jans, Jeroen Olyslaegers d'après Iouri Arabov et Alexandre Sokourov, Festival d'Avignon, Théâtre de la Ville en 2008
  - 2008 : Atropa. La Vengeance de la paix de Tom Lanoye d'après Euripide, Eschyle, Curzio Malaparte et George W. Bush, Donald Rumsfeld, Festival d'Avignon, Théâtre de la Ville
- 2008 Cœur ténébreux, de Josse de Pauw d'après Joseph Conrad, au Festival d'Avignon. Repris en 2011 au théâtre de la Ville à Paris, dans le cadre du Festival d'Automne.
- 2009 : De geruchten/La Rumeur de Guy Cassiers d'après Hugo Claus, Théâtre national de Bretagne
- 2009 : Sous le volcan de Josse de Pauw d'après Malcolm Lowry, Théâtre de la Ville, Théâtre du Nord
- 2010 : De man zonder eigenschappen I L'Homme sans qualités I d'après Robert Musil, Festival d'Avignon
- 2015 : Passions humaines, d'Erwin Mortier, Théâtre national de Belgique
- 2020: Antigone à Molenbeek et Tirésias de Stefan Hertmans et Kae Tempest, Toneelhuis

### Opéra
- 2009 : House of the Sleeping Beauties by Kris Defoort - La Monnaie (Bruxelles), Luxembourg
- 2009 : Adam in exile by Rob Zuidam - Nederlandse Opera Amsterdam
- 2010 : Das Rheingold by Richard Wagner - Teatro alla Scala, Berlin Staatsoper
- 2010/2011 : Die Walküre by Wagner - Teatro alla Scala, Berlin Staatsoper
- 2012 : Siegfried by Wagner - Teatro alla Scala, Berlin Staatsoper

## Prix et récompenses
- 2009 : Prix Europe pour le théâtre - Prix Europe Réalités Théâtrales[3]
- 2015 : Prix de La critique (Belgique) : mise en scène, pour Passions humaines[4]
- 2017 : Décoration d' " Officier dans l'Ordre des Arts et des Lettres"

## Liens
- Notices d'autorité :   - VIAF
  - ISNI
  - BnF (données)
  - IdRef
  - LCCN
  - GND
  - Belgique
  - Pays-Bas
  - Pologne
  - Norvège
  - Tchéquie
- Toneelhuis
- Les Archives du Spectacle
- Forvo